# Coelioxys pratti
Coelioxys pratti là một loài Hymenoptera trong họ Megachilidae. Loài này được Crawford mô tả khoa học năm 1914.